# ГЕС Huángfēng
ГЕС Huángfēng (黄丰水电站) — гідроелектростанція на півночі Китаю у провінції Цінхай. Знаходячись між ГЕС Sūzhǐ (вище по течії) та ГЕС Jīshíxiá, входить до складу каскаду на одній з найбільших річок світу Хуанхе. 
В межах проекту річку перекрили комбінованою греблею висотою 45 метрів та довжиною 555 метрів, яка включає бетонну секцію із інтегрованим у неї машинним залом та прилягаючу праворуч насипну частину із геомембранним ущільненням. Гребля утримує водосховище з об’ємом 59 млн м3 і нормальним рівнем поверхні на позначці 1880,5 метра НРМ. 
Основне обладнання станції становлять п’ять бульбових турбін потужністю по 45 МВт, які використовують напір у 16 метрів та забезпечують виробництво 865 млн кВт-год електроенергії.